# Vische
Vische é uma comuna italiana da região do Piemonte, província de Turim, com cerca de 1.413 habitantes. Estende-se por uma área de 16 km², tendo uma densidade populacional de 88 hab/km². Faz fronteira com Strambino, Vestignè, Borgomasino, Candia Canavese, Moncrivello (VC), Mazzè, Villareggia.

## Demografia
| Variação demográfica do município entre 1861 e 2011                               |
|                                                                                   |
| Fonte: Istituto Nazionale di Statistica (ISTAT) - Elaboração gráfica da Wikipedia |